# Hyalobathra variabilis
Hyalobathra variabilis is een vlinder van de familie van de grasmotten (Crambidae). De wetenschappelijke naam van deze soort is voor het eerst voorgesteld door John Frederick Gates Clarke in een publicatie uit 1971.
De soort komt voor in Frans Polynesië  en is voor het eerst ontdekt op Rapa Iti.